# Liutpert
Liutpert (også Liutbert; ? – 702) var en langobardisk konge af Italien der regerede fra 700 til 702, med et afbrud i 701 hvor tronraneren Raginpert sad på tronen.
Liutpert var søn af den tidligere konge, Cunipert, og da denne døde i år 700 efterfulgt Liutpert ham som langobardernes konge. Men Liutpert var da stadig kun et barn, så han var under sin værge Ansprand, hertugen af Asti, beskyttelse. Efter otte måneder benyttede Raginpert sig af kongens unge alder til at gøre oprør. Det lykkedes Raginpert at tilrane sig kronen, men døde selv kort tid efter, hvorefter Ansprand nogle måneder senere igen fik tilkæmpet kronen tilbage til Liutpert. Kun for kort tid senere igen at blive omstyrtet, denne gang af Raginperts søn Aripert. Aripert tog Liutpert til fange i Pavia hvor han fik ham druknet.